# Wallern im Burgenland
Wallern im Burgenland (del húngaro: Valla) es una ciudad localizada en el Distrito de Neusiedl am See, estado de Burgenland, Austria.
- Datos: Q661084
- Multimedia: Wallern im Burgenland / Q661084

1. ↑  Worldpostalcodes.org, código postal n.º 7151.